# Yaki Kadafi
Yafeu Akiyele Fula (Montclair, 9. listopada 1977. – Orange, 10. studenog 1996.), poznatiji pod imenom Yaki Kadafi, je bio američki reper, najpoznatiji kao osnivač i član rap grupe Outlawz i Dramacydal. Kadafijevi roditelji, Yaasmyn Fula i Sekou Odinga, bili su članovi Stranke crnih pantera. Majka Kadafija, Yaasmyna Fule i majka Tupac Shakura, Afeni Shakur, bile su bliske prijateljice. Kao rezultat toga, Yaki Kadafi i Tupac Shakur bili su prijatelji sve do njihovih smrti 1996. godine. Javnosti nije bio poznat dok on i Tupac Shakur nisu osnovali rap grupu Outlawz. Od tada grupa niže brojne uspjehe i priznanja u svom području. Čak i nakon Kadafijeve smrti 1996. godine, njegovi zvučni zapisi i dalje će biti objavljivani u mnogim postumnim albumima Tupac Shakura.

## Životopis
Yafeu Fula je rođen u obitelji Sékou Odinga i Yaasmyn Fule, 9. listopada 1977. godine. Kada su Fuli bile 4 godine, njegov otac je uhićen i optužen za više kaznenih djela. Yafeu i njegovih sedmero braće i sestara je odgojila njihova majka, čije je prezime i uzeo.
Godine 1994. Fula se sreće s prijateljem iz djetinjstva Mutahom "Napoleonom" Bealeom. Yafeuova majka je upoznala Napoleona s Tupacom te su njih trojica osnovali grupu Dramacydal. Yafeu sa 16 godina uzima umjetničko ime Young Hollywood. Skupina se pojavila na Tupacovom albumu "Me Against the World".
Kada je 2Pac bio u zatvoru 1995. godine, Kadafi ga je posjećivao dnevno. U jednoj od tih posjeta, 2Pac i Kadafi su odlučili osnovati rap grupu "Outlawz", koja će okupiti i članove iz Tupacovih ranijih skupina; Dramacydal i Thug Life. Također, Fula se udružio s Husseinom Fatalom kako bi snimili materijal pod nazivom "Fatal-N-Felony". Također je u pripremi bio i album, ali on nikada nije bio objavljen. Međutim neke pjesme predviđene za album pojavile su se na Son Rize Vol.1. Iste godine, nakon što je Tupac izašao iz zatvora, Kadafi se susreo sa Shakurom i potpisuju ugovor s producentskom kućom "Death Row Records". Kao gost je nastupio na Tupacovom albumu "All Eyez On Me" na 3 pjesme. Od tada Fula postaje poznat javnosti te se pojavljuje i u glazbenim spotovima, dodjelama nagrada i na izvedbama uživo. Tijekom 1996. godine grupa Outlawz je često snimala s Tupacom.
Dana 13. rujna 1996. godine umire Tupac Shakur nakon što je 7. rujna bio izložen pucnjavi iz sporednog automobila. Yaki Kadafi je bio u automobilu neposredno iza Shakura te je tvrdio kako su vidjeli bijeli Cadillac kako prilazi autu u kojem je bio Shakur i otvoraju vatru. Nakon Tupacove smrti, odlazi živjeti u New Jersey sa svojom djevojkom Lavie Johnson. Posljednjih mjeseci života Fula je razmišljao da ide na koledž i postne producent s majkom.
10. studenog 1996. godine, dva mjeseca nakon Shakurovog ubojstva, Kadafi je pronađen mrtav na stubištu trećeg kata stambene zgrade u New Jerseyju. Prema izvješću vijesti Las Vegas Sun-a, Fulu je pronašla policija New Jerseyja u 3:48 h. Fulu je slučajno upucao jednim hicem u glavu, Napoleonov rođak, koji se kasnije predao policiji i odslužio 10 godina zatvora. 